# فيديريكو براون
فيديريكو براون (بالإسبانية: Federico Browne)‏ مواليد 7 أبريل 1976 في بوينس آيرس، الأرجنتين، هو لاعب كرة مضرب أرجنتيني سابق كان يلعب باليد اليمنى بدأ مسيرته كمحترف عام 1994.

## روابط خارجية
- فيديريكو براون على موقع رابطة محترفي التنس (الإنجليزية)
- فيديريكو براون على موقع الاتحاد الدولي لكرة المضرب (الإنجليزية)
- فيديريكو براون على موقع كأس ديفيز (الإنجليزية)
- فيديريكو براون على موقع خلاصة التنس.كوم (الإنجليزية)